# Lê Sạn
Lê Sạn (黎僝) hay Lê Tài, Lê Nga (1476 - ?) là thượng thư bộ Lại thời Lê sơ, đậu bảng nhãn năm 1502. Khi Mạc Đăng Dung lên ngôi thì ông đi ở ẩn, về sau được đánh giá là có tiết nghĩa.

## Thân thế
Lê Sạn là người xã Vạn Phúc, huyện Thanh Trì (theo một số nguồn thì là huyện Thanh Đàm), phủ Thường Tín (nay thuộc Hà Nội).

## Sự nghiệp
Ông đỗ bảng nhãn khoa Nhâm Tuất năm 1502 niên hiệu Cảnh Thống thời vua Lê Hiến Tông, lúc ông 27 tuổi, có sách cho là lúc 26 tuổi.
Khi Trần Cao đánh chiếm Đông Kinh vào mùa đông năm Bính Tý 1516, Nguyên quận công Trịnh Duy Sản nhân danh vua Lê Chiêu Tông gọi quân 3 phủ Thanh Hóa lấy lại Đông Kinh. Trong chiến dịch này, Lê Sạn làm Đề sát, cùng với Phó tướng An Tín bá Trịnh Hy, Tán lý Lê Dực và Ký lục Trương Huyền Linh tiến quân vây cửa Đại Hưng vào ngày 23 tháng 4. Trịnh Duy Sản huy động các cánh quân khác vây 4 mặt thành, đánh Trần Cảo đại bại. Vua Chiêu Tông khôi phục ngôi báu, năm sau (tức năm Đinh Sửu) cất Lê Sạn làm Hộ bộ thượng thư. Sau ông lại được thăng thượng thư bộ Lại lúc 45 tuổi. Ông mấy lần được gia tước đến Trung Huân bá rồi về hưu.
Ông đi ẩn khi nhà Mạc giành ngôi nhà Lê sơ.

## Nhận định
Phan Huy Chú trong Lịch triều hiến chương loại chí cho là ông "đi ẩn không chịu nhục". Theo Lịch triều hiến chương loại chí, ông được khen là có tiết nghĩa. Lược sử Hà Nội xuất bản bởi Nhà xuất bản Từ điển bách khoa (2007) đánh giá ông "tính khảng khái, có tiết tháo, được sĩ phu đương thời trọng vọng".